# Benerville-sur-Mer
Benerville-sur-Mer település Franciaországban, Calvados megyében. Lakosainak száma 389 fő (2022. január 1.). Benerville-sur-Mer Blonville-sur-Mer, Tourgéville és Vauville községekkel határos.

## Népesség
A település népességének változása:
| Lakosok száma | 337  | 523  | 411  | 491  | 480  | 457  | 420  | 414  | 420  | 389  |
|               | 1968 | 1982 | 1990 | 2006 | 2013 | 2015 | 2017 | 2019 | 2020 | 2022 |